# Xe tăng BT

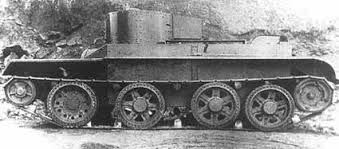
BT-6

Xe tăng BT (tiếng Nga: Быстроходный танк - БТ, phiên âm Latin: Bystrokhodny tank, tạm hiểu là " xe tăng cơ động" hoặc "xe tăng tốc độ cao") là một dòng xe tăng hạng nhẹ được Liên Xô sản xuất với số lượng lớn giữa năm 1932 và 1941. Xe được bọc thép nhẹ nhưng đủ kiên cố và có độ cơ động tốt nhất trong tất cả các loại xe tăng đương thời. Xe tăng BT được biết đến với biệt danh Betka hoặc Betushka. Sự cơ động của các chiếc BT được dòng xe tăng T-34 nổi tiếng kế nhiệm, ra đời vào năm 1940. T-34 đã thay thế tất cả các loại xe tăng nhanh, xe tăng bộ binh và xe tăng hạng trung của Liên Xô trong sản xuất thời bấy giờ.

## Thiết kế
Các xe tăng BT là những  "xe tăng có thể hoán cải". Đây là một tính năng được thiết kế bởi J. Walter Christie để giảm mài mòn bánh xích xe tăng không đáng tin cậy trong những năm 1930. Trong khoảng ba mươi phút, tổ lái có thể tháo bánh xích và thực hiện động tác truyền động xích vào bánh xe phía sau cùng ở mỗi bên, cho phép xe tăng di chuyển với tốc độ rất cao trên đường bằng bánh xe. Ở chế độ này, chiếc xe tăng được điều khiển bằng cách xoay bánh xe về phía trước như ô tô. Lực lượng xe tăng Liên Xô sớm tìm ra phương án chuyển đổi ít sử dụng trong thực tế; ở một quốc gia có ít đường trải nhựa, nó tiêu tốn không gian và tăng thêm độ phức tạp và trọng lượng không cần thiết. Tính năng này đã bị loại bỏ khỏi các thiết kế của Liên Xô sau này.
Christie, một thợ máy đồng thời là một lái xe đến từ New Jersey, đã thất bại trong việc thuyết phục Cục Quân khí Hoa Kỳ chấp nhận hệ thống treo Christie của mình. Năm 1930, các điệp viên Liên Xô tại Amtorg, bề ngoài là một tổ chức thương mại của Liên Xô, đã sử dụng các mối liên hệ chính trị ở New York để thuyết phục các quan chức quân sự và dân sự Hoa Kỳ cung cấp kế hoạch và thông số kỹ thuật của xe tăng Christie cho Liên Xô. Ít nhất hai trong số các xe tăng M1931 của Christie's (không có tháp pháo) sau đó đã được mua ở Hoa Kỳ và gửi đến Liên Xô với giấy tờ giả, trong đó chúng được mô tả là "máy kéo nông nghiệp".  Cả hai chiếc xe tăng đều được chuyển giao cho Nhà máy Đầu máy Kharkov Komintern (KhPZ). Những chiếc xe tăng Christie ban đầu được Liên Xô quy ước là xe tăng nhanh, viết tắt là BT (sau này được gọi là BT-1). Dựa trên hai chiếc xe này và các kế hoạch khác đã đạt được trước đó, ba nguyên mẫu BT-2 không trang bị vũ khí đã được hoàn thành vào tháng 10 năm 1931 và bắt đầu được sản xuất hàng loạt vào năm 1932. Hầu hết BT-2 được trang bị pháo 37 mm và súng máy, nhưng việc thiếu pháo 37 mm dẫn đến một số thiết kế ban đầu được trang bị ba súng máy. Thiết kế giáp thân trước dốc (tấm Glacis) của nguyên mẫu Christie M1931 được giữ lại trong các thiết kế thân xe tăng của Liên Xô sau này, sau đó cũng được áp dụng cho giáp bên. BT-5 và các mẫu sau này được trang bị pháo 45 mm.

## Các biến thể
Các biến thể của Liên Xô:

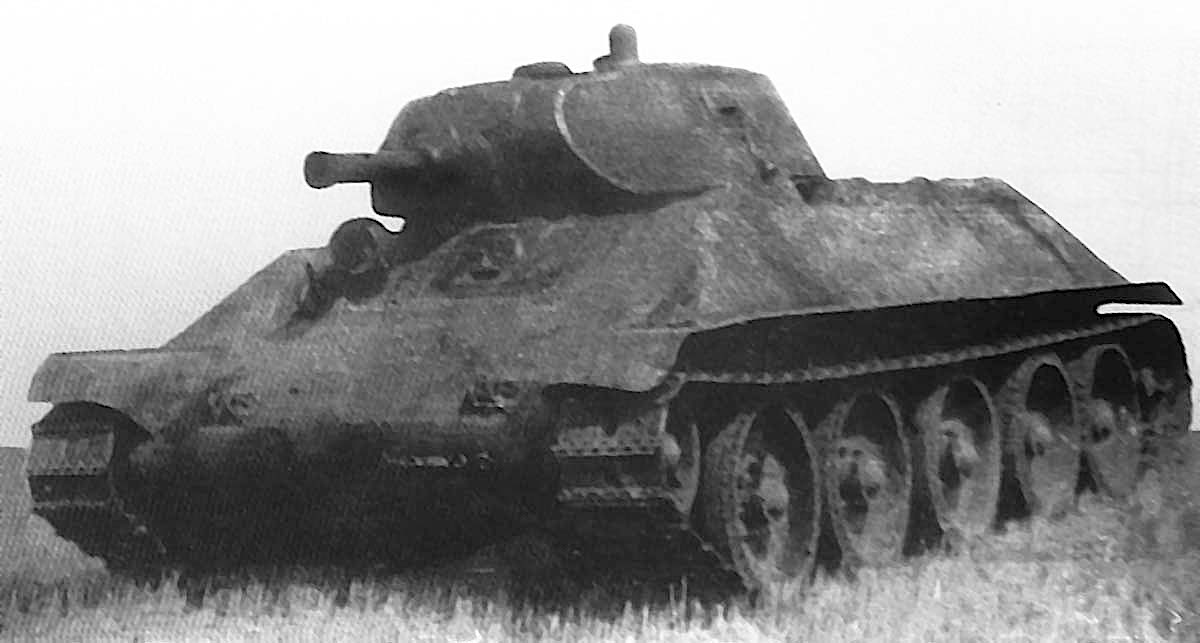
Nguyên mẫu A-32 đang trải qua các cuộc thử nghiệm vào năm 1939. Hãy để ý khẩu 76,2mm L-10 và sự hiện diện của năm bánh xích.

- BT-1: Nguyên mẫu xe tăng Christie không có tháp pháo
- BT-2 Model 1932: Trang bị Động cơ M-5-400 (bản sao của động cơ Liberty L-12 của Mỹ); ba phiên bản có tháp pháo được sản xuất: với một chiếc trang bị pháo  37mm; một chiếc trang bị pháo 37mm và một súng máy DT; một chiếc trang bị hai súng máy DP và một súng máy đơn. Cuối năm 1932, được sửa đổi thành BT-3 nhưng được sản xuất dưới cùng định danh.
  - BT-2-IS: Nguyên mẫu với hệ truyền động ba trục, bị huỷ do quá phức tạp
- BT-3: Phiên bản giống như BT-2, được sản xuất theo hệ mét (thay vì hệ thống Imperial như được sử dụng cho BT-2). Trong tài liệu chính thức vẫn được gọi là BT-2.
- BT-4: Phiên bản với thân được hàn và những thay đổi nhỏ trong hệ thống treo. Ba nguyên mẫu được sản xuất (với một phần thân xe được tán đinh)
- BT-5: Phiên bản có tháp pháo hình trụ lớn hơn, trang bị pháo 45 mm 20-K, súng máy DT đồng trục
  - BT-5 Kiểu 1933: tháp pháo mới với cửa sập đôi và thân xe lớn hơn
  - BT-5PKh: Biến thể lặn với ống thở (chỉ có nguyên mẫu)
  - BT-5A: Phiên bản hỗ trợ pháo binh với lựu pháo 76,2 mm (một số ít được sản xuất)
  - RBT-5: Phiên bản pháo phản lực, được trang bị hai tên lửa dạng bom bay 420 mm (chỉ có nguyên mẫu)
  - Xe tăng súng phun lửa BT-5: (chỉ có nguyên mẫu)
  - BT-5-IS: Mô hình thử nghiệm với giáp trước có độ nghiêng lớn, nó được coi là "tấm giáp thử nghiệm" cùng với xe tăng thử nghiệm BT-SW-2
  - PT-1A: Biến thể đổ bộ với thân xe mới (số ít được sản xuất)
  - TT-BT-5: Xe tăng không người lái điều khiển từ xa bằng radio.
- BT-6: BT-5 với thân xe được hàn hoàn chỉnh, tiền thân của BT-7
- BT-7 Model 1935: Thân được hàn, mặt trước vỏ được thiết kế lại, động cơ Mikulin M-17 T mới (bản sao được cấp phép của động cơ BMW), bộ giảm thanh kèm theo, bánh xích quãng ngắn.
  - BT-7 Model 1937: Trng bị tháp pháo mới với lớp giáp dốc
  - BT-7TU: Phiên bản chỉ huy, với ăng ten roi thay vì ăng ten khung trước đó
  - BT-7A: Phiên bản hỗ trợ pháo binh với lựu pháo 76,2 mm; một súng máy DT 7,62 mm ở phía sau tháp pháo. 155 chiếc đã được sản xuất. Một số đã thay thế lựu pháo bằng pháo F-32 cỡ nòng 76,2 mm / 31,5, thử nghiệm vũ khí đó trước khi triển khai trên xe tăng hạng nặng KV-1.
  - OP-7: Phiên bản trang bị súng phun lửa với ống tiếp nhiên liệu bên ngoài (chỉ dành cho nguyên mẫu)
  - TT-BT-7: Xe tăng không người lái điều khiển từ xa bằng radio
  - BT-SV-2 Cherepakha ("con rùa"): Nguyên mẫu với lớp giáp dốc đến cực điểm
  - BT-7-IS
- BT-7 M [4](1938, nguyên mẫu được ký hiệu là A-8; đôi khi được gọi là BT-8): động cơ diesel V-2 mới thay thế động cơ xăng trước đó.
- A-20 (còn được gọi là BT-20): nguyên mẫu cho một chiếc xe tăng BT mới, với lớp giáp dày 20mm lấy cảm hứng từ nguyên mẫu BT-SV-2, pháo 45mm 20-K, động cơ diesel V-2 kiểu mẫu. Bị thất lạc trong các cuộc thử nghiệm với chiếc A-32 duy nhất trang bị bánh xích. Nguyên mẫu được chế tạo duy nhất được biết là đã tham gia Trận chiến Moscow. Năm 1941, khi quân Đức tiến gần đến Moskva, tình hình tuyệt vọng đến mức mọi thứ có thể chiến đấu đều được Liên Xô đưa vào phục vụ. Nguyên mẫu A-20, lúc đó đang ở quân đội Kubinka, gần Moskva để  đánh giá thử nghiệm, ngay lập tức được đưa vào trang bị cùng với các nguyên mẫu xe tăng khác có mặt tại đây, được tổ chức thành một phân đội riêng do Đại úy Semenov chỉ huy. Sau đó, xe tăng được đưa vào biên chế của Lữ đoàn xe tăng 22, cùng với các tiền thân và kế nhiệm của nó là BT-7 và T-34. Ngày 1 tháng 12 năm 1941, trong quá trình chiến đấu, chiếc xe tăng bị hư hỏng nặng và được đưa về hậu phương để sửa chữa. Ba ngày sau, nó tái hoạt động cùng Lữ đoàn xe tăng 22 cho đến giữa tháng 12, khi chiếc xe tăng này lại bị hư hại và phải sơ tán về tuyến sau. Sau những sự kiện này, số phận của nó vẫn chưa được biết.
- A-32 (A-20G): ban đầu được gọi là A-20G (G - bánh xích) và sau đó được đổi tên thành A-32, là đối thủ cạnh tranh của A-20. Hệ thống con lăn và bánh xích lần đầu tiên được loại bỏ khỏi dòng xe tăng BT, giúp việc thiết kế và sản xuất xe tăng dễ dàng hơn, đáng tin cậy hơn và đặc biệt là nhẹ hơn. Trên thực tế, giáp đã được tăng lên 30mm, thân được mở rộng, bánh xích thứ 5 được lắp vào để phân bổ áp suất mặt đất tốt hơn và khẩu 45mm 20-K được thay thế bằng khẩu 76,2mm L-10,[5][6][7][8] nhưng trọng lượng chỉ tăng 1 tấn (từ 18 lên 19 tấn, tương ứng với A-20 và A-32). Các cuộc thử nghiệm vào năm 1939 cho thấy lớp giáp xe tăng có thể được nâng cấp và do đó yêu cầu tăng lên 45mm đã được đưa ra. Một nguyên mẫu thứ hai được tạo ra đặc biệt cho mục đích này, lần này được trang bị tháp pháo và trang bị pháo 45mm từ A-20 và có thêm trọng lượng được đặt trên các giá đỡ đặc biệt được hàn trên thân xe và tháp pháo để mô phỏng khối lượng của lớp giáp xe tăng. Sau khi thử nghiệm đạt yêu cầu, các yêu cầu khác đã được đưa ra, chẳng hạn như cải thiện tầm nhìn từ bên trong xe tăng và sử dụng pháo F-32 mới hơn (sau này L-11 và F-34 đã được sử dụng trên các nguyên mẫu và mô hình sản xuất thay thế) dẫn đến A-34, được sản xuất nối tiếp với tên gọi T-34 nổi tiếng.

Các biến thể nước ngoài:
- BT-42: Pháo tự hành xung kích của Phần Lan; những chiếc BT-7 bị bắt được trang bị pháo cỡ nòng Q.F. 4,5 inch howitzer Mark II của Anh. Khẩu súng DT đồng trục đã bị loại bỏ và tháp pháo được thiết kế lại để phù hợp với khẩu pháo mới. Chỉ có 18 chiếc được sản xuất.BT-42

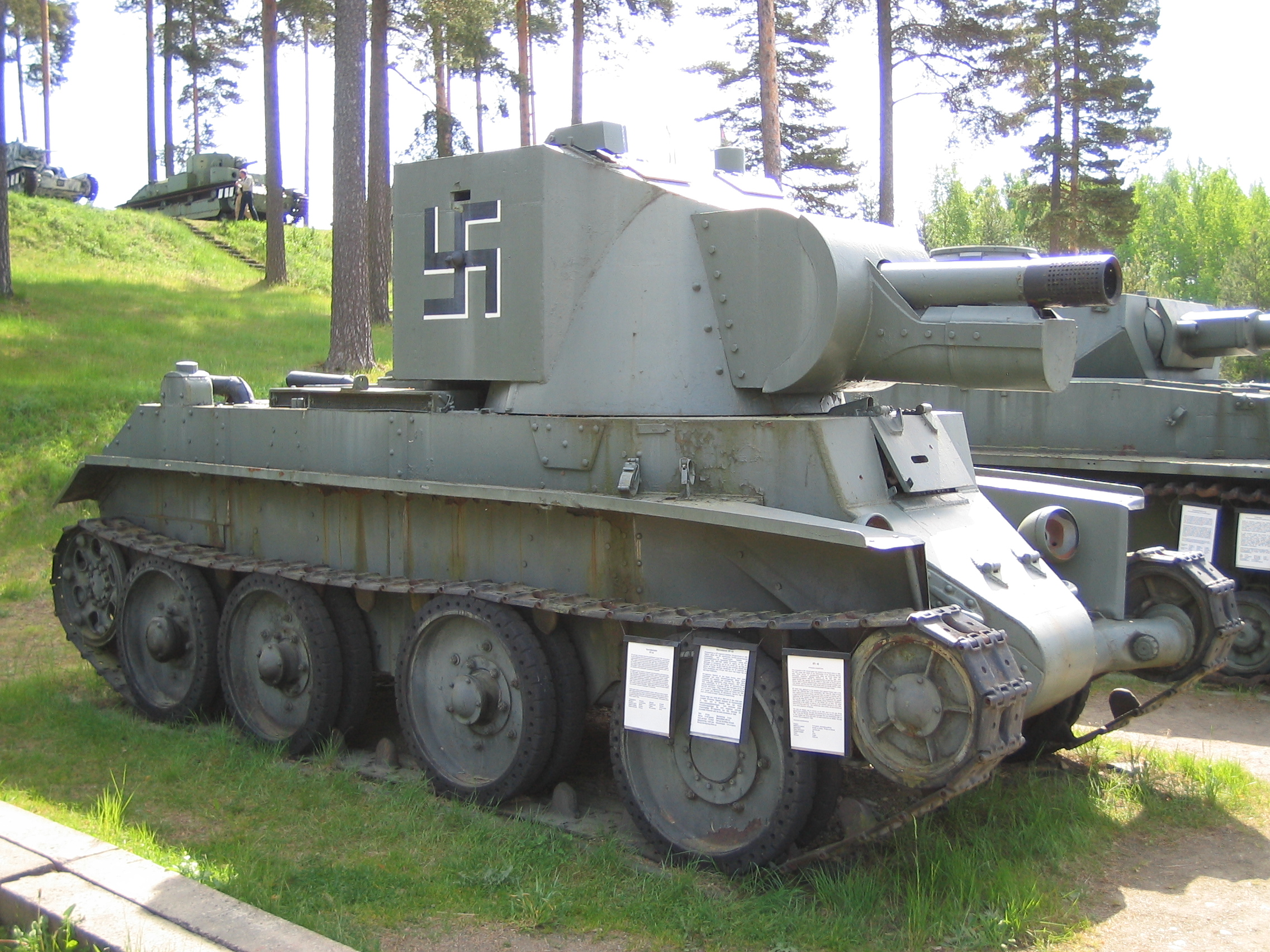
BT-42

- BT-43: Xe thiết giáp chở quân của Phần Lan; bắt được những chiếc BT-7 được trang bị chỗ ở cho quân đội. Chỉ một nguyên mẫu được chế tạo

## Thông số kĩ thuật
−

 
−

| −                              | BT-2 −                | BT-5 −                | BT-7 −                | BT-7A −                    | BT-7M (BT-8) −           |
| Số lượng sản xuất −            | 620 −                 | 2,108 hoặc 5000 −     | 4,965 hoặc 2000 −     | 154 −                      | 790 −                    |
| Kíp lái −                      | 3 −                   | 3 −                   | 3 −                   | 3 −                        | 3 −                      |
| Khối lượng −                   | 10.2 t −              | 11.5 t −              | 14 t −                | 14.5 t −                   | 14.7 t −                 |
| Chiều dài −                    | 5.58 m −              | 5.58 m −              | 5.66 m −              | 5.66 m −                   | 5.66 m −                 |
| Chiều rộng −                   | 2.23 m −              | 2.23 m −              | 2.29 m −              | 2.29 m −                   | 2.29 m −                 |
| Chiều cao −                    | 2.20 m −              | 2.25 m −              | 2.42 m −              | 2.52 m −                   | 2.42 m −                 |
| Lớp giáp −                     | 6–13 mm −             | 6–13 mm −             | 6–13 mm −             | 6–13 mm −                  | 6–22 mm −                |
| Vũ khí chính −                 | Pháo 37 mm Model 30 − | Pháo 45 mm Model 32 − | Pháo 45 mm Model 34 − | Pháo 76.2 mm Model 27/32 − | Pháo 45 mm Model 32/38 − |
| Cơ số đạn −                    | 96 viên −             | 115 viên −            | 146 viên −            | 50 viên −                  | 146 viên −               |
| Súng máy −                     | DT −                  | DT −                  | DT −                  | 2×DT −                     | 3×DT −                   |
| Động cơ −                      | M-5 400 mã lực −      | M-5 400 mã lực −      | M-17T 500 mã lực −    | M-17T 500 mã lực −         | V-2 450 mã lực −         |
| Thùng nhiên liệu −             | Xăng 400 l −          | Xăng 360 l −          | Xăng 620 l −          | Xăng 620 l −               | Diesel 620+170 l −       |
| Tốc độ trung bình −            | 100 km/h (62 mph) −   | 72 km/h (45 mph) −    | 86 km/h (53 mph) −    | 86 km/h −                  | 86 km/h −                |
| Tỉ số công suất/ trọng lượng − | 39 mã lực/t −         | 35 mã lực/t −         | 36 mã lực/t −         | 34 mã lực/t −              | 31 mã lực/t −            |
| Phạm vi hoạt động −            | 300 km −              | 200 km −              | 250 km −              | 250 km −                   | 400 km −                 |
| Phạm vi chiến thuật −          | 100 km −              | 90 km −               | 120 km −              | 120 km −                   | 230 km −                 |

## Lịch sử chiến đấu
Xe tăng BT đã từng phục vụ trong Chiến tranh Trung-Nhật lần thứ hai, Nội chiến Tây Ban Nha, Trận chiến Khalkhin Gol, Chiến tranh Mùa đông ở Phần Lan và Thế chiến thứ hai.

### Nội chiến Tây Ban Nha
Trong Nội chiến Tây Ban Nha (1936–1939), một trung đoàn 50 BT-5 đã chiến đấu bên phe Cộng hòa. Chúng được điều khiển bởi các thành viên Lữ đoàn Quốc tế được đào tạo tại Liên Xô và một số lính tăng Liên Xô. Trận chiến đầu tiên của họ vào ngày 13 tháng 10 năm 1937 trong Cuộc tấn công Zaragoza vô cùng thảm khốc: 13 xe tăng bị mất do chiến thuật tồi. Sau đó, 12 chiếc nữa bị mất từ tháng 12 năm 1937 đến tháng 2 năm 1938 trong Trận chiến Teruel. Một số BT-5 bị bắt cũng được sử dụng bởi phe Quốc gia.

### Nội chiến Trung Quốc
Các lực lượng Quốc dân Cách mệnh Quân có bốn chiếc BT-5s đã chiến đấu chống lại Lục quân Đế quốc Nhật Bản trong thời gian chiến tranh Trung-Nhật lần thứ hai (1937-1945).

### Trận chiến Khalkin Gol

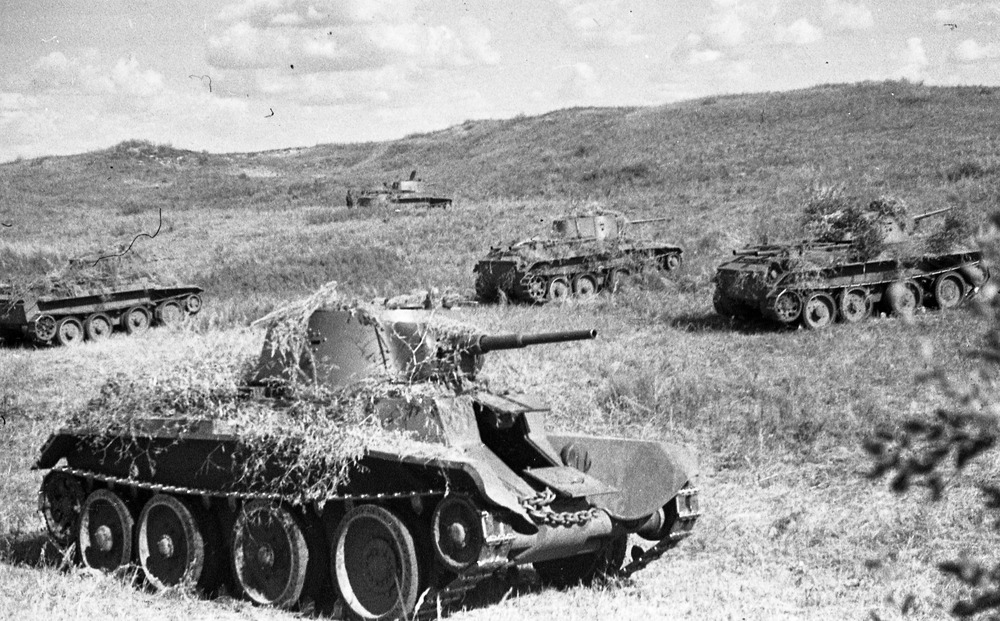
Xe tăng BT-7 trong trận Khalkhin Gol

Trong Trận chiến Khalkhin Gol (còn được gọi là Sự cố Nomonhan), kéo dài từ tháng 5 đến tháng 9 năm 1939, xe tăng BT dễ dàng bị tấn công bởi các đội "cận vệ" của Nhật Bản (đội sát thủ diệt xe tăng) - thay cho vũ khí chống tăng - được trang bị các chai cháy (xăng)(sau này được gọi là "các loại cocktail Molotov "). Những chiếc BT-5 và BT-7, hoạt động ở nhiệt độ hơn 100 °F (38 °C) trên vùng đồng bằng Mông Cổ, dễ dàng bốc cháy khi một chai cocktail Molotov tiếp xúc được với động cơ xăng của chúng. Tướng Georgy Zhukov khi nói ngắn gọn với Joseph Stalin, cuộc nói chuyện mà đã trở thành một trong những "điểm nhấn" của ông ấy rằng "... xe tăng BT của tôi hơi có lửa...." Ngược lại, nhiều kíp xe tăng Nhật Bản cầm pháo 45mm của BT-5 và BT-7 được đánh giá cao, lưu ý rằng, "... họ không nhìn thấy ánh sáng lóe lên từ một khẩu súng của Nga, họ sẽ nhận ra một lỗ thủng trên xe tăng của họ, thêm rằng các xạ thủ Liên Xô cũng chính xác ! "
Sau Trận chiến Khalkhin Gol, quân đội Liên Xô chia thành hai phe; một bên được đại diện bởi các cựu chiến binh Nội chiến Tây Ban Nha, tướng không quân Pavel Rychagov, tướng thiết giáp Dimitry Pavlov, và thân tín của Stalin, Nguyên soái Grigory Kulik, Cục trưởng Cục Pháo binh. Phía bên kia gồm các cựu binh Khalkhin Gol do các tướng Zhukov và Grigory Kravchenko. Bài học về "cuộc chiến tranh thực sự đầu tiên trên quy mô lớn sử dụng xe tăng, pháo binh và máy bay" của Nga tại Khalkhin Gol đã không được chú ý.

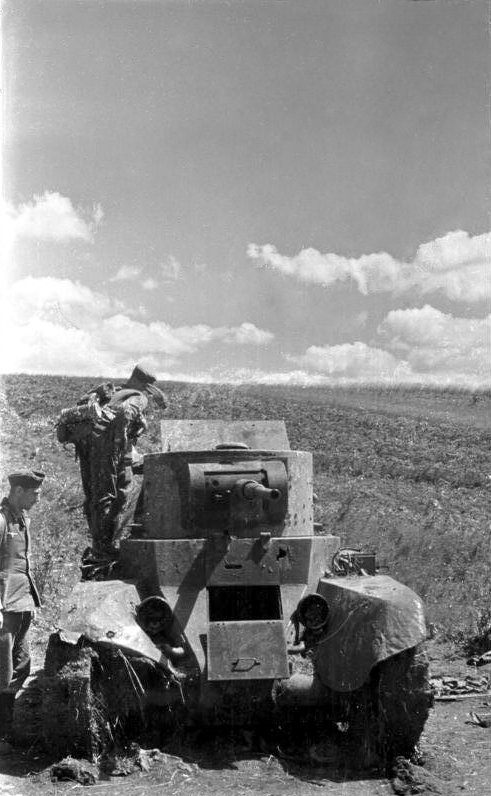
BT-7 Model 1935 của Liên Xô bị phá hủy trong cuộc tấn công năm 1941 của Đức

### Chiến tranh mùa đông
Trong Chiến tranh Mùa đông chống Phần Lan năm 1939–1940, xe tăng BT-2 và BT-5 đã chống lại lực lượng Quân đội Phần Lan đạt được ít thành công hơn so với khi chống lại quân Nhật tại Khalkin Gol.

### Chiến tranh thế giới thứ hai
Trong Chiến tranh thế giới thứ hai ở châu Âu, xe tăng BT-5 và BT-7 đã được sử dụng trong cuộc xâm lược Ba Lan năm 1939 của Liên Xô. Hồng quân đã lên kế hoạch thay thế loạt xe tăng BT bằng T-34 và chỉ mới bắt đầu làm điều đó khi Chiến dịch Barbarossa, cuộc xâm lược của Đức vào Liên Xô, bắt đầu vào ngày 22 tháng 6 năm 1941. Xe tăng dòng BT tham gia với số lượng lớn trong cuộc các trận chiến diễn ra sau đó trong suốt năm 1941, trong đó hàng nghìn chiếc bị bỏ rơi hoặc bị phá hủy. Một số ít vẫn được sử dụng vào năm 1942, nhưng hiếm khi được chứng kiến chúng chiến đấu chống lại lực lượng Đức sau thời gian đó.
Trong những tuần cuối cùng của Chiến tranh thế giới thứ hai, một số lượng đáng kể xe tăng BT-7 đã tham gia vào cuộc xâm lược Mãn Châu của Liên Xô vào tháng 8 năm 1945, nhằm chống lại lực lượng chiếm đóng của Nhật Bản ở Đông Bắc Trung Quốc. Đây là hoạt động chiến đấu cuối cùng của xe tăng BT.

## Sản xuất và sử dụng bởi
- Liên Xô – sản xuất chính
- Afghanistan[cần dẫn nguồn]
- Đài Loan – 30 BT-5s
- -Trung Quốc
- Phần Lan – chiến lợi phẩm[27]
- Romania – bắt giữ những chiếc BT-2s và BT-7s[28]
- Hungary – chiến lợi phẩm[27]
- Đức Quốc Xã – chiến lợi phẩm[29]
- Cộng hòa Nhân dân Mông Cổ – 15 BT-7[30]
- Spanish Republic
- Tây Ban Nha thời Franco – chiến lợi phẩm

## Di sản kỹ thuật
Dòng xe tăng BT được sản xuất rất nhiều, tạo thành binh chủng kỵ binh thiết giáp của Hồng quân trong những năm 1930 và có tính cơ động tốt hơn nhiều so với các thiết kế xe tăng đương thời khác. Vì những lý do này, đã có nhiều thử nghiệm và các biến thể của thiết kế, hầu hết được tiến hành tại nhà máy KhPZ ở Kharkov.
Di sản quan trọng nhất của xe tăng BT là xe tăng hạng trung T-34. Năm 1937, một nhóm thiết kế mới được thành lập tại KhPZ để tạo ra thế hệ xe tăng BT tiếp theo. Ban đầu, người thiết kế chính là Mikhail Koshkin và sau khi ông qua đời là Morozov. Nhóm nghiên cứu đã chế tạo hai nguyên mẫu. Chiếc đầu được gọi là A-20. Dòng xe tăng BT được trang bị và bọc thép mạnh hơn, A-32, là "xe tăng phổ thông" để thay thế tất cả xe tăng bộ binh T-26, xe tăng kỵ binh BT và xe tăng hạng trung T-28. Một kế hoạch như vậy đã gây tranh cãi, nhưng những lo ngại về khả năng hoạt động của xe tăng dưới sự đe dọa của chiến tranh chớp nhoáng Đức đã dẫn đến việc chấp thuận sản xuất một phiên bản được bọc thép nặng hơn, xe tăng hạng trung T-34.
Trong quá trình phát triển, một bước tiến kỹ thuật quan trọng là xe thử nghiệm BT-IS và BT-SW-2, tập trung vào lớp giáp nghiêng. Sự chứng minh khái niệm này đã dẫn trực tiếp đến cách bố trí giáp của T-34. Khung gầm xe tăng BT cũng được sử dụng làm cơ sở cho các phương tiện hỗ trợ kỹ thuật và phương tiện thử nghiệm tính cơ động. Một biến thể Bridgelayer có tháp pháo T-38 và phóng cầu qua những khoảng trống nhỏ. Xe tăng tiêu chuẩn được trang bị dây leo Fascine. Xe tăng RBT-5 đã trang bị một cặp pháo phản lực, một trên mỗi bên của tháp pháo. Một số thiết kế có bánh xích cực rộng, bao gồm, kỳ lạ là 'giày trượt tuyết' bằng gỗ đã được thử trên xe tăng BT.
KBT-7 là một chiếc xe bọc thép chỉ huy hết sức hiện đại, đó là trong giai đoạn nguyên mẫu. Thiết kế đã không được theo đuổi trong chiến tranh.
Trong các cuộc diễn tập ở Kiev năm 1936, các nhà quan sát quân sự nước ngoài đã được chứng kiến hàng trăm xe tăng BT lăn bánh tại một chỗ duyệt binh. Trong số khán giả là các đại diện của Quân đội Anh, họ đã trở về nước để vận động cho việc sử dụng hệ thống treo Christie trên các xe tăng tuần dương của Anh, mà họ đã kết hợp từ xe tăng tuần dương Mk III trở đi. Hình dạng nhọn của giáp trước thân xe tăng BT cũng ảnh hưởng đến thiết kế của xe tăng Matilda của Anh.